# یواس‌اس آمریکا (سی‌وی-۶۶)
یواس‌اس آمریکا (سی‌وی-۶۶) (به انگلیسی: USS America (CV-66)) یک کشتی بود. این کشتی در سال ۱۹۶۴ ساخته شد.